# セールフォス
セールフォス (氷語: Selfoss、「家畜小屋の滝」の意) はアイスランド島南部、エルフスアゥ川沿いにある街である。
セールフォスはアゥルボルク自治体に属しており、リングロード沿いのクヴェラゲルジとヘトラの間に位置する。2011年での人口は6512で、アイスランド南部では最も大きな街であり、地域の商業の中心地である。工業も営まれている。
なお、名前に含まれる foss はアイスランド語で「滝」の意味であるが、街に滝があるわけではない。

## 地理
アイスランドの首都レイキャヴィークから約50kmの、アイスランド島の南西岸に位置する。南アイスランド地方の行政の中心的役割を担う。近辺にはストフクスエイリ、エイラルバッキ、クヴェラゲルジなどの集落がある。

## 歴史
ソゥリル・アゥサソン (Þórir Ásason) が西暦1000年に入植したのが街の始まりであるとされる。しかしサガには、インゴールヴル・アルナルソンが西暦873から874年の冬を、エルフスアゥの西にあるインゴールヴルフィヤットル山のふもとで過ごした、とある。
1891年の夏、アルシングの議員だった Tryggvi Gunnarsson がエルフスアゥに最初の吊り橋を架けた。これはアイスランドの建築史に残る事業で、これによりセールフォスがこの地域の中心地と成り得た。この橋は後に崩落し、1945年に新しく架け替えられたのが現在の橋である。1900年には人口はわずか40しかなかったが、2006年には約6000に増えている。
1930年には常設の商店として Mjólkurbú Flóamanna と Kaupfélag Árnesinga が営業を始めた。その後の数十年、この二つが地域雇用の牽引役であった。第二次世界大戦中はイギリス軍の歩兵部隊が、戦略上重要な橋を守るために駐留した。

### 現在
交通の便が良くなったため、セールフォスの住民はレイキャヴィークまで出かけやすくなった。地価が低いため、今後はレイキャヴィークから経済活動や住民が流入してくると予想されている。静かで落ち着いた雰囲気を求めてレイキャヴィークから移住する例もある。失業率は低く、アイスランドで最大の大学の一つである FSU Fjölbrautaskóli Suðurlands がセールフォスにある。
セールフォスでは8月上旬に、"Sumar í Selfoss" (英語では "Summer in Selfoss" に相当) と呼ばれる祭典が催される。住居の庭を近隣でカラーコーディネートしたリボンで飾り、市民図書館に隣接する公園で祝宴が開かれる。この祝宴には露店が並び、家庭の手作りの品々が販売され、特設舞台でミュージシャンや手品師などのパフォーマンスが披露される。2011年には「最強の男コンテスト」("Strongest Man" competition) も行われ、テレビで放映された (アイスランドのStöð 2局による)。夜には大規模なかがり火（bonfire) を囲んだ饗宴が続き、誰でも見られる花火が打ち上げられる。

### 2008 年の地震
アメリカ地質調査所によると、2008年5月29日15時46分 (GMT)、マグニチュードが 6.3 の地震がセールフォスの近くで発生し、土地や建物に大きな被害を出した。この地震による揺れは、首都レイキャヴィークやケプラヴィーク空港を含む南アイスランド全域で感じられ、少なくとも30名の負傷者が出た。幸いにも犠牲者はなかったが、セールフォスの牧場で飼育されていた羊には、多くの犠牲が出た。

## 出身者
- ヨン・ベズヴァルソン : サッカー選手
- クリスチャーナ : ジャスシンガー